# Bruce Beresford
Bruce Beresford (Paddington, 16 de agosto de 1940) é um diretor de cinema australiano.
Formou-se na Universidade de Sydney em 1962. Dirigiu diversas óperas e ganhou um prêmio com a melhor produção de ópera em 1991, na Austrália. Trabalha como diretor cinematográfico tanto nos Estados Unidos da América como em seu país natal.

## Principais filmes
- 2006 - The Contract
- 2002 - Evelyn
- 2001 - Bride of the Wind
- 1999 - Double Jeopardy
- 1997 - Paradise Road
- 1996 - Crimes of the Heart
- 1996 - Last Dance
- 1994 - A Good Man in Africa
- 1993 - Rich in Love
- 1991 - Black Robe
- 1989 - Driving Miss Daisy
- 1985 - King David
- 1983 - Tender Mercies
- 1981 - Puberty Blues
- 1980 - The Club
- 1980 - 'Breaker' Morant
- 1977 - The Getting of Wisdom
- 1976 - Don's Party
- 1972 - The Adventures of Barry McKenzie

## Prêmios e indicações
Oscar (EUA)
- Recebeu uma indicação na categoria de melhor diretor, por Tender Mercies, em 1983.
- Recebeu uma indicação na categoria de melhor roteiro adaptado, por 'Breaker' Morant, em 1980.

Globo de Ouro (EUA)
- Recebeu uma indicação na categoria de melhor diretor, por Tender Mercies, em 1983.

BAFTA (Reino Unido)
- Recebeu uma indicação na categoria de melhor filme, por Driving Miss Daisy" 1989.
- Recebeu uma indicação na categoria de melhor diretor, por Driving Miss Daisy, em 1989.